# 托尔法冰盖
托尔法冰盖位于冰岛米达尔斯冰原以北，索里斯湖以南，由流纹岩复式火山和冰川下的火山群组成，最近一次喷发是在1477年，包含冰岛最大的硅酸挤压岩。